# 販売促進
販売促進（、英: sales promotion）は、消費者が製品・サービスを購入する動機づけを行い、最終需要の喚起を刺激することで、消費者の購買意欲を促進させるマーケティング活動のことである。セールスプロモーション、販促（）、プロモーション（英: promotion）とも。

## 一覧
- 清水晶の著書『販売促進』
- 大歳良充の著書『販売促進』
- 道盛恵之助の著書『販売促進』